# Обична фока
Обична фока, такође позната као лучка фока или туљан (Phoca vitulina), је права фока присутна дуж умерених и арктичких морских обала Северне хемисфере. Најраспрострањенија је врста перајара (моржеви, ушате и праве фоке), а насељава приобалне воде северног Атлантика, Тихог океана, Балтичког и Северног мора.
Лучке фоке су смеђе, сребрнасто беле, мрке или сиве, са изразитим носницама у облику латиничног слова В. Одрасла јединка може достићи дужину од 1,85 м и масу до 168 kg. Сало испод коже туљана помаже у одржавању телесне температуре. Женке надживе мужјаке (30–35 година у поређењу са 20–25 година). Обичне фоке се придржавају познатих места за одмор или места за парење, углавном стеновитих подручја (мада се могу користити и лед, песак и блато) где су заштићене од неповољних временских услова и грабљивица, у близини подручја за храњење. Мужјаци се могу борити око женки под водом и на копну. Женке носе једно младунче након деветомесечне трудноће, које негују саме. Младунци могу тежити до 16 kg и могу да пливају и роне у року од неколико сати од рођења. Брзо се развијају на мајчином млеку богатом масноћама и престају да сисају после четири до шест недеља.
Светска популација лучких туљана је 350.000–500.000, али подврсте у одређеним стаништима су угрожене. Некада уобичајена пракса, лов на фоке је сада забрањен у многим земљама унутар станишта ових животиња.

## Опис
Поједини лучки туљани поседују јединствени распоред мрља, било тамних на светлој позадини, било светлих на тамној. Они се разликују у боји од смеђе црне до мрке или сиве; доњи делови су обично светлији. Тело и пераја су кратки, главе заобљене. Ноздрве су изразите, у облику латиничног слова В. Као и код других правих фока, нема ушне шкољке. Иза ока може бити видљив ушни канал. Укључујући главу и пераја, они могу достићи одраслу дужину од 1,85 метара и тежину од 55 до 168 kg. Женке су углавном мање од мужјака.

## Популација
Процењује се да широм света постоји око 350.000–500.000 лучких фока. Иако популација није угрожена у целини, популације Гренланда, Хокаида и Балтичког мора су изузеци. Локална популација је смањена или елиминисана путем болести (посебно туљанског морбили вируса) и сукоба са људима, ненамерно и намерно. Убијање туљана за које се сматра да угрожавају риболов легално је у Уједињеном Краљевству, Норвешкој и Канади, али комерцијални лов је незаконит. Туљани се такође у лове за исхрану и случајно као прилов (углавном у мрежама на дну). Дуж норвешке обале случајни улов узрокује до 48% смртности младих.
Туљани у Великој Британији заштићени су Законом о очувању туљана из 1970. године који забрањује већину облика убијања. У Сједињеним Државама, Закон о заштити морских сисара из 1972. године забрањује убијање било којег морског сисара, а већина локалних уредби, као и НОАА, упућују грађане да их оставе на миру, осим ако не постоји озбиљна опасност за туљане.

## Подврсте
Пет подврста обичне фоке (Phoca vitulina) су:
- Обичне фоке источног Атлантика, Phoca vitulina vitulina (Лине, 1758), из Европе и западне Азије.
- Обичне фоке западног Атлантика, Phoca vitulina concolor (ДеКаи, 1842), насељавају источну Северну Америку. Ваљаност ове подврсте је упитна и није поткрепљена генетским доказима. Можда су део подврсте источног Атлантика.[тражи се извор]
- Унгава фоке (фоке из Језера морских вукова (фр. Lacs des Loups Marins) у Канади), Phoca vitulina mellonae (Даут, 1942), налазе се у источној Канади у слаткој води (коју су многи аутори уврстили у P. v. concolor). (Погледајте: Слатководне фоке)
- Обичне фоке Пацифика, Phoca vitulina richardsi (Греј, 1864), налазе се у западној Северној Америци.
- Острвске фоке, Phoca vitulina stejnegeri (Ј. А. Ален, 1902), налазе се у источној Азији.

## Станиште и исхрана
Лучки туљани радије користе позната места за одмор. Они могу провести неколико дана на мору и путовати до 50 км у потрази за хранилиштима, а такође ће пливати више од стотину километара узводно у слатку воду у великим рекама у потрази за миграторним рибама попут харинге и вероватно лососа. Места за одмор могу бити неравна, каменита обала, попут Хебрида или обале Нове Енглеске, или пешчане плаже.  Обични туљани често се скупљају у лукама, увалама, пешчаним плажама и ушћима река у потрази за пленом - рибе попут лососа, инћуна, бранцина, харинге, скуше, бакалара и пљоснатицае, а повремено и шкампи , ракови, мекушци и лигње. Атлантска подврста било Европе, било Северне Америке такође експлоатише дубље настањене рибе рода Ammodytes као извор хране, а за пацифичке подврсте забележене су повремене конзумирања риба рода Oncorhynchus. Иако првенствено обални, забележени су зарони на преко 500 м дубине. Забележени су обични туљани који нападају, убијају и једу неколико врста патака.

## Понашање, преживљавање и размножавање
Лучка фока је самотна животиња, али је друштвена када мигрира и током сезоне парења, мада не формирају тако велике групе као неке друге фоке. Када се не хране активно, одмарају се. Обично су обалне, а не ризикују више од 20 км од обале.
Систем парења није познат, али се сматра да је полигаман. Женке рађају једном годишње, са периодом гестације око девет месеци. Жене имају просечну старост код полне зрелости од 3,72 године и просечну старост при првом порођају од 4,64 године. И удварање и парење догађају се под водом. Стопа трудноће код женки била је 92% у доби од 3 до 36 година, са смањеним репродуктивним успехом након 25. године.
Рођење младунаца се сваке године догађа на обали. Време сезоне порођаја варира у зависности од локације, која се појављује у фебруару за популације на нижим географским ширинама и крајем јула у субарктичкој зони. Мајке су једини старатељи, дојење траје 24 дана. Истраживачи су открили да се мужјаци окупљају под водом, окрећу леђа, приљубљују главе и оглашавају се да привуку женке спремне за размножавање. Младунци се рађају добро развијени, способне да пливају и роне у року од неколико сати. Сисајући три до четири недеље младунци се хране мајчиним богатим, масним млеком и брзо расту; рођено тежине до 16 килограма, младунче може удвостручити своју тежину до престанка дојења.
Лучки туљани морају провести доста времена на обали приликом лињања, што се догађа убрзо након сезоне парења. Ово време на копну важно је за животни циклус и може га пореметити када се догоди значајно људско присуство. Време појаве лињања зависи од старости и пола животиње, при чему се једногодишњаци лињају први, а одрасли мужјаци последњи. Женка се поново пари одмах након престанка дојења. Лучке фоке се понекад нерадо паре у присуству људи, па се изградња обале и приступ морају пажљиво проучавати на познатим локацијама парења фока.
У поређењу са многим врстама перајара, а за разлику од ушатих фока, лучке фоке се генерално сматрају гласнијим. Међутим, оне користе нехармоничне вокализације за одржавање подручја за парење и за привлачење партнера током одређеног доба године , као и за време интеракције мајке и младунаца.
Годишње стопе преживљавања израчунате су на 0,91 за одрасле мужјаке, и 0,902 за одрасле женке. Максимална старост за женке била је 36, а за мужјаке 31 годину.

## Лучке фоке у Северној Америци

### Обала Пацифика
Калифорнијска популација подврсте Phoca vitulina richardsi  износила је око 25.000 јединки од 1984. године. Пацифичке лучке фоке или калифорнијске лучке фоке налазе се дуж целокупне пацифичке обале Калифорније. Радије остају релативно близу обале у субтидалним и интертидалним зонама, а изван Каналских острва нису виђене као пелагични облик (на отвореном мору); штавише, оне често упадају у увале и ушћа река и чак пливају обалним рекама. Хране се у плитким приморским водама харингом, иверком, ослићом, сарделима, бакаларима и шкарпинкама.
Размножавање се у Калифорнији одвија од марта до маја, при чему се порађа између априла и маја, зависно од локалне популације. Као највиши предатори у шуми алги, лучке фоке побољшавају разноликост врста и продуктивност. Лове их китови убице (орке) и беле ајкуле.
Центар за морске сисаре (енгл. The Marine Mammal Center) и друге истраживачке организације почеле су значајна научна истраживања у вези с појавом и преносом болести лучких фока у природи, укључујући анализу туљанског херпес вируса. У заливу Сан Франциско неке су лучке фоке потпуно или делимично црвенкасте боје, што је вероватно узроковано накупљањем елемената у траговима као што је гвожђе или селен у океану или промена на фоликулима длаке.
Иако се у Калифорнији налазе неке од највећих области за размножавање, фоке се налазе северно дуж обале Пацифика у Орегону, Вашингтону, Британској Колумбији и на Аљасци. Велика популација сели се сезонски на југ дуж западне обале Канаде и може зимовати на острвима у Вашингтону и Орегону.

### Атлантска обала
Лучке фоке обично се налазе дуж обале Атлантика и острва од Мејна према југу до Масачусетса. Повремено су подручја јужније у Конектикату, Лонг Ајленду, Њу Џерсију, па чак и у Северној Каролини известила да су на оближњим острвима или на плажама пронађене мале популације или насукани туљани. Лучки туљани се крећу на југ од источних канадских вода да би се размножавали дуж обале Мејна у мају и јуну, а враћају се на север у јесен. Масачусетс је најјужнија тачка познатих подручја за рађање дуж обале Атлантика.